# John Bufton

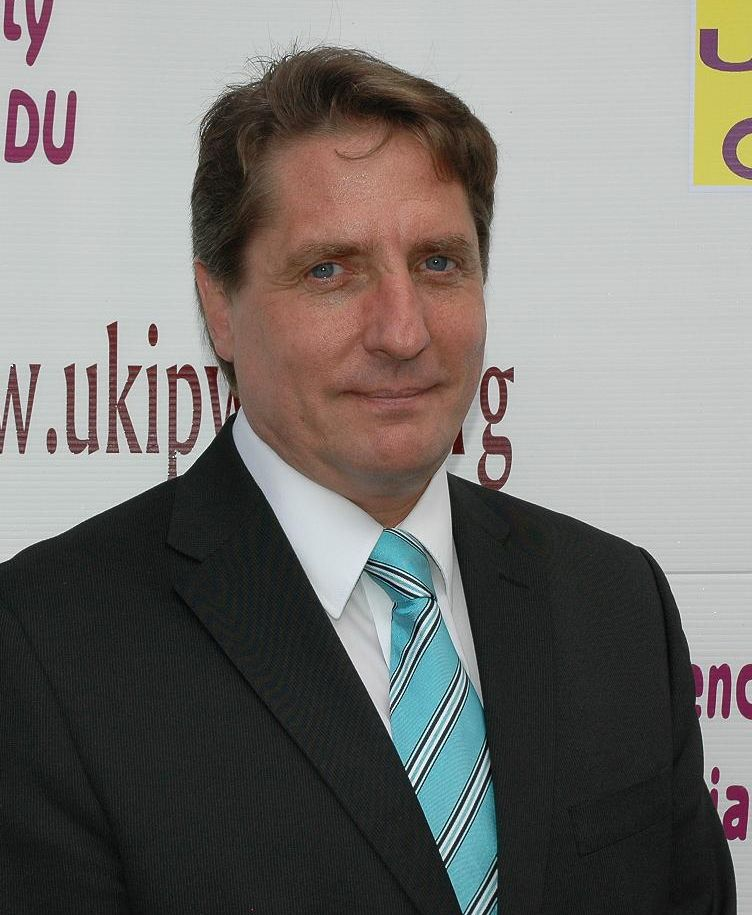
John Bufton

John Bufton (* 31. August 1962 in Llanidloes, Wales) ist ein ehemaliger britischer Politiker der UK Independence Party (UKIP).

## Leben
Bufton besuchte die Elan Village Primary School und die Llandrindod Wells High School. Anschließend war er zunächst im Transportgeschäft seiner Familie tätig, später orientierte er sich beruflich in Richtung des Sozial- und Gesundheitssektors um und arbeitete sich so bis zum Leiter eines Altersheimes empor.

## Politik
1987 wurde Bufton in den Gemeinderat von Rhayader, 1996 in den Bezirksrat von Powys gewählt. Bei der EU-Wahl 2009 gelang Bufton für den Wahlkreis  Wales der Einzug ins Europäische Parlament. Hier war Mitglied im Ausschuss für regionale Entwicklung und Stellvertreter im Ausschuss für Landwirtschaft und ländliche Entwicklung. Zur EU-Wahl 2014 verzichtete Bufton aus gesundheitlichen Gründen auf eine erneute Kandidatur. Zum neuen Spitzenkandidaten bestimmte die Partei Buftons Assistenten Nathan Gill.